# Dưa cải muối

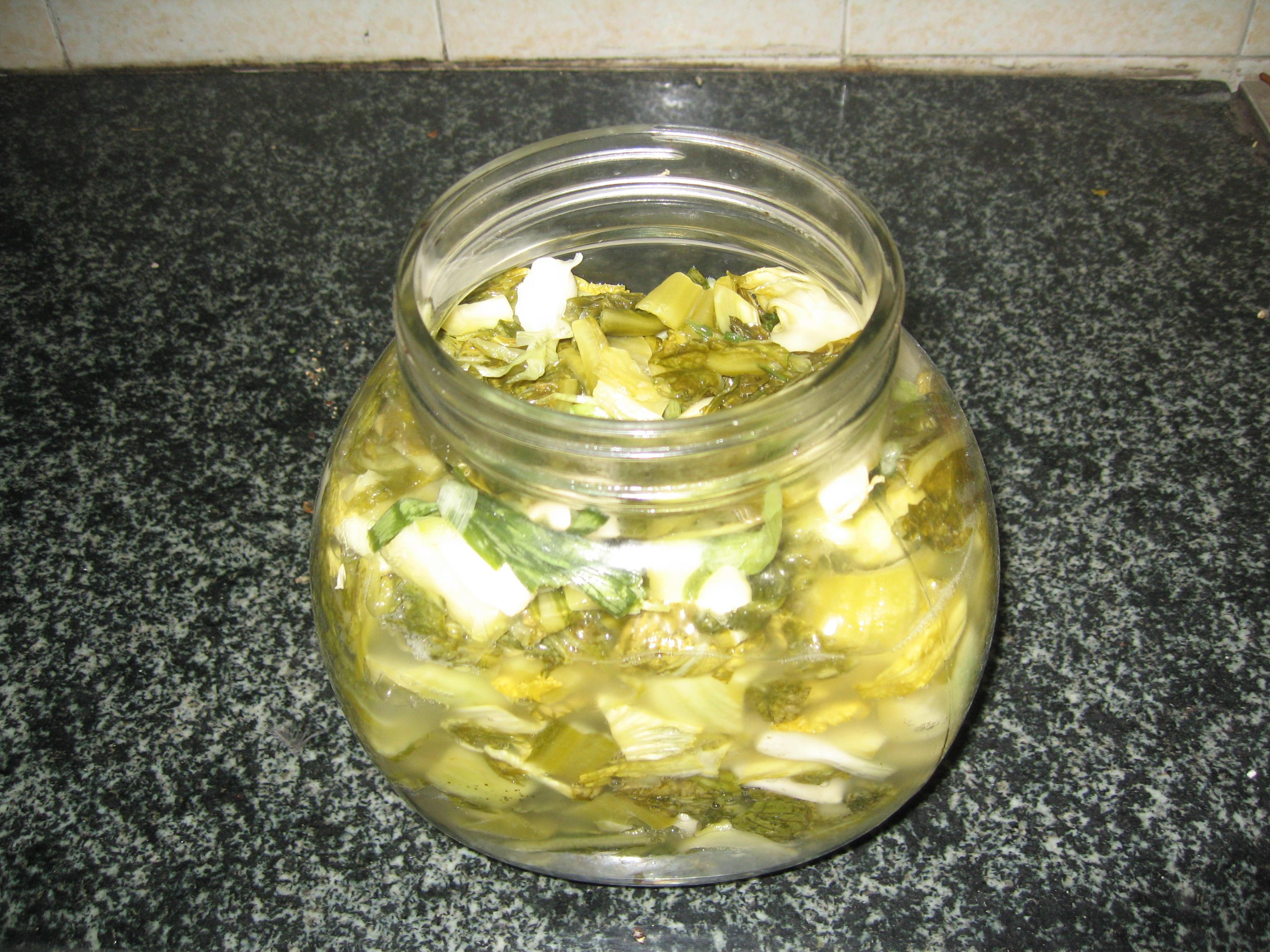
Một hũ thủy tinh chứa dưa cải muối

Dưa cải muối hay còn gọi là cải chua, cải muối ở miền Trung và miền Nam là một món ăn dân dã, quen thuộc ở Việt Nam và Trung Quốc được chế biến theo cách thức làm dưa muối bằng nguyên liệu chính là rau cải (cải bẹ xanh hay cải bẹ trắng hay lá cải củ). Dưa cải chua là một món ăn quen thuộc của mỗi nhà trên đất nước này và được bài bán khá thông dụng trong các tiệm cơm bụi, quán ăn, nhà hàng. Ở Trung Quốc, món dưa cải muối này gọi là "toan cải" (tiếng Trung: 酸菜; bính âm: suān cài; Việt bính: syun1 coi3).
Thường được chế biến các món: xào với thịt heo quay, kho với cá ngừ..., hoặc được ăn kèm.
Đây là món ăn kèm, giải ngán cho những món quá nhiều dầu mỡ. Dưa cải muối chua thường kích thích vị giác (do có vị chua), nên tạo sự ngon miệng và thèm ăn. Tuy nhiên, loại thực phẩm này được làm chủ yếu từ các loại rau củ quả đã qua quá trình lên men và mất đi lượng vitamin cần thiết.

## Lịch sử xuất xứ
Ở Trung Quốc, ghi chép sớm nhất về việc sản xuất dưa cải truyền thống của Trung Quốc là trong Kinh Thi, có niên đại từ thế kỷ 11 đến thế kỷ 7 trước Công nguyên. Trong khoảng thời gian đó, rau lên men được dùng làm vật tế trong lễ cúng gia tiên. Trong bài thơ "Tín Nam Sơn" (tiếng Trung: 信南山; bính âm: Xìn nánshān), có miêu tả cách người Trung Quốc thời xưa chế biến dưa muối bằng cách ngâm những quả bầu:

| Bản chữ Hán:                                                   | Phiên âm: | Dịch thơ: |
| 中田有廬, 疆場有瓜。 是剝是菹, 獻之皇祖。 曾孫壽考, 受天之祜。 | Trung điền hựu lư, Cương trường hựu qua. Thị bác thị trư, Hiến chi hoàng tổ. Tằng tôn thọ khảo, Thụ thiên chi hỗ. | Giữa cánh đồng là những túp lều, Và dọc theo các đường ranh giới là những quả bầu. (Các) trái cây được cắt lát và ngâm, Để được dâng lên với tổ tiên vĩ đại của chúng ta, Rằng hậu duệ xa của họ có thể sống lâu, Và nhận được phước lành của Thiên đàng. |
—Trích Kinh Thi
Vào thế kỷ thứ 7 trước Công nguyên, những công nhân xây dựng Vạn Lý Trường Thành của Trung Quốc sống bằng cải bắp và gạo. Để bảo quản rau trong mùa đông, họ bắt đầu thêm rượu gạo vào cải, do đó cải lên men và làm cho thực phẩm có vị chua.
Một cuốn sách nông nghiệp của triều đại Bắc Ngụy (386-534 sau Công Nguyên), trong cuốn "Tề dân yêu thuật" (齐民要术) minh họa quy trình chi tiết sản xuất 18 loại rau muối chua bằng cách sử dụng các loại rau khác nhau. Một số loại rau là loại bình thường trong khi những loại khác thêm muối như toan cải.  Điều này cho thấy toan cải (tức dưa cải bẹ muối) được người Trung Quốc chấp nhận và ăn rộng rãi trong thời gian đó.
 Món dưa cải bẹ muối truyền sang Việt Nam trong thời kỳ Bắc thuộc.

## Nguyên liệu
Để làm món này phải có hũ muối dưa bằng sành, sứ hay thủy tinh và các loại cải bẹ to hành lá, ớt, muối, đường... Loại cải để muối dưa là loại cải mà cả lá và cuống đều dày, cứng chắc, có thể cay, nồng rất mạnh, hơn cải bẹ xanh lá và cuống đều xốp, nhẹ.
Dưa cải làm dưa phải chọn từ cây cải (mustard) già, không bón phân và tưới ít nhất đã nửa tháng rồi. Có giống cải làm dưa rất cay nồng, như mùi vị cải cay horseradish. Ngày nay nhiều người thích giống cải bẹ to và không cay nồng.

## Cách làm
Nửa kilôgram dưa cải, 1 thìa muối đầy, hơn 3 phần tư lít nước ấm chừng 40 độ C, chừng 50cc sữa chua (yogurt) hay 100cc nước dưa chua làm giống, có thể thêm 5 cây hành lá. Cải và hành rửa sạch, cắt miếng không quá 2 centimet rưỡi mỗi chiều. Các số trên có thể coi bằng cách sau khi pha chế và cho cải vào hũ, nếm nước thấy hơi mặn hơn canh rau ta vẫn nấu ăn, và rau cải vừa ngập trong nước là đủ. Nếu không có Vi khuẩn Lactic trong sữa chua hay dưa chua (yogurt cultures) làm giống, thi cần thêm chút muối nữa. Nêu cải làm dưa còn non, tưới bón nhiều, cho nhạt muối, không có vi khuẩn Lactic làm giống, lại bị lạnh, thì cải rất dễ bị thối, gọi là dưa bị khú. Vì thế, phơi nhẹ nắng dưa trước khi muối cho bớt độ ẩm trong dưa cũng làm dưa đỡ bị khú.
Khi làm dưa, cắt bỏ ngọn cải và lá cải non cũng làm dưa đỡ bị khú. Có thể để hũ muối dưa thủy tinh ra phơi nắng, làm nhiệt độ ở 40 độ C (hiệu ứng nhà kính - green house effect), hay ngâm hũ muối dưa trong nước ấm và thay nước ấm luôn sao cho dưa muối trong hũ ở 40 độ C chừng 10 giờ, rồi để trong nhà nhiệt độ 25 độ C hay 30 độ C thì sau 1 ngày màu lá xanh của cải đổi sang màu vàng nhạt, và nước dưa đã chua ăn ngon. Sau 2 ngày thì dưa càng chua, nhưng có người thích ăn chua như vậy. Sau 3 ngày thì dưa chua quá, hơi nhũn, mất chất đường, và chớm mốc trên mặt nước, ăn không tốt nữa. Nếu không có giống vi khuẩn, thì phải để lâu hơn mới chua được, và dưa ăn không ngon vì rau ngấm quá nhiều nước muối, và đường trong rau cải phai lạt mất. Làm không có giống vi khuẩn Lactic, và không ủ ấm 30 đến 40 độ C, thì có thể lâu đến 4 ngày hay lâu hơn mới chua ăn được.
Khi ăn thì vớt dưa cải ra khỏi hũ, để róc nước dưa ra, có thể cho lên đĩa, bày bàn ăn luôn, thường chấm với nước mắm. Cũng có thể vắt thêm chanh, cho thêm đường, cho thêm ớt, thêm hành lá, chút nước mắm ngon, để ăn dần trong tủ lạnh thêm vài ngày nữa. Nước dưa chua cho vào nấu cá nấu thịt cũng là những món cổ truyền và vẫn phổ biến khắp nơi. Người Trung Quốc hay muối cải bẹ phải cho thêm hạt tiêu. Ở Côn Minh, món ăn truyền thống này được chế biến đơn giản thường được làm vào mùa đông hoặc mùa xuân, chỉ cần lấy cải bẹ đem phơi khô, rồi cắt nhỏ, sau đó thêm gia vị như muối, ớt,tiêu, gừng, thì là, hoa hồi giã và một ít rượu ngon đem ủ trong chum vại khoảng 1 đến 2 tháng là có thể dùng được, món dưa cải chua Côn Minh là món ăn truyền thống gia đình, có hương vị chua cay rất thích hợp chế biến cùng các món ăn như súp, salad, xào hay ăn lạnh.

## Lưu ý
Có một số lưu ý khi ăn món này để đảm bảo vệ sinh an toàn thực phẩm và dinh dưỡng:
- Trước khi ăn nên rửa, vắt sạch dưa để loại bỏ vi khuẩn, giúp xả bớt vị mặn và vị chua gay gắt trong dưa.
- Không ăn dưa cải muối quá nhiều, lượng dưa muối ăn vào mỗi lần chỉ nên khoảng 50g và không nên ăn thường xuyên vì trong dưa muối chua có chứa rất nhiều axit oxalic và calci sẽ gây sỏi thận. Mặt khác vì rất mặn nên ăn nhiều không tốt cho sức khỏe, dễ dẫn đến cao huyết áp.
- Không ăn dưa muối chưa chín do nó thường chứa nhiều muối nitograt, dễ gây ngộ độc thực phẩm, làm tim mệt, thở dốc, tức ngực. Ngoài ra, hợp chất này khi tích tụ lâu trong cơ thể cũng dễ gây ung thư.
- Không nêm bột ngọt vì trong môi trường kiềm, bột ngọt sẽ làm cho mùi vị món ăn giảm đi, còn trong môi trường axit hay nhiệt độ cao, bột ngọt dễ biến thành chất gây hại cho sức khỏe.